# Юрское
Юрско́е — село Воловского района Липецкой области. Административный центр Юрского сельсовета.

## Название
В документах 1778 года упоминается деревня Юрска́я, расположенная по обе стороны Юрского Колодезя. От этого колодезя и произошло название селения, а тот в свою очередь от слова юр (ср. стоять на юру).

## География
Деревня находится в юго-западной части Липецкой области, в лесостепной зоне, в пределах восточных отрогов Среднерусской возвышенности, при региональной автодороге 42К-027, в истоке Юрского ручья, в 1,5 км от административной границы с Орловской областью;.

## История
Основано предположительно в начале XVIII века.
В октябре 1995 года переведёна из Гатищенского сельсовета того же района в состав Юрского сельсовета.

## Население
| 2009 | 2010 | 2012 |
| ---- | ---- | ---- |
| 307  | ↗326 | ↘319 |

## Инфраструктура
Личное подсобное хозяйство с зоной сельскохозяйственного использования, индивидуальная застройка усадебного типа.
Основа экономики — сельское хозяйство. МБУК Юрской ЦКД

## Транспорт
Автобусное сообщение с райцентром. Остановка общественного транспорта «Юрское».